# Émile Mercier (résistant)
Pour les articles homonymes, voir Émile Mercier et Mercier.
Émile Mercier, né le 16 janvier 1910 à Chalon-sur-Saône, et exécuté par les Allemands le 14 décembre 1943 à Maillat, est un médecin français et résistant des maquis de l'Ain et du Haut-Jura. Il était originaire de Volognat dans l'Ain,, commune dans laquelle il est enterré.

## Biographie
Il se marie en 1935 avec Paulette Perrottet (née à Privas en 1911) avec qui il a quatre enfants : Jacques, une première fille Catherine, sa seconde fille Élisabeth (née le 19 mai 1941) et Pierre (né le 13 mars 1943),. Après avoir terminé ses études de médecine à Lyon, il rejoint Paulette à Nantua où elle est installée comme pharmacienne, au 30 rue Nationale.
Pendant la Seconde Guerre mondiale, il résiste dès 1940 notamment au sein du mouvement Combat, membre du réseau SOE Pimento réseau Pat O'Leary. Il est également responsable du secteur C5 au sein de  l'Armée Secrète (A.S.), nommé à cette fonction par Charles Delestraint. Il organise également et gère le service de santé du maquis avec l'aide de Paulette.
Le 14 décembre 1943, il est raflé parmi 150 personnes à Nantua, dénoncé il n'est pas déporté mais emmené par la Sipo/Sd (gestapo) vers Lyon. Son destin s'arrête à Maillat, où il est fusillé. Cette rafle vient en représailles, au défilé du 11 novembre 1943 à Oyonnax.

## Hommages et postérité
- Son nom est inscrit sur le monument aux morts de Nantua[1].
- Une rue de Nantua porte son nom.
- Une plaque est apposée sur sa maison de Nantua (alors 30 rue Nationale renommée en rue du Docteur Émile-Mercier).
- Un mémorial se dresse sur le lieu de son exécution à Maillat[2].
- Il est titulaire de la médaille de la Résistance[1].

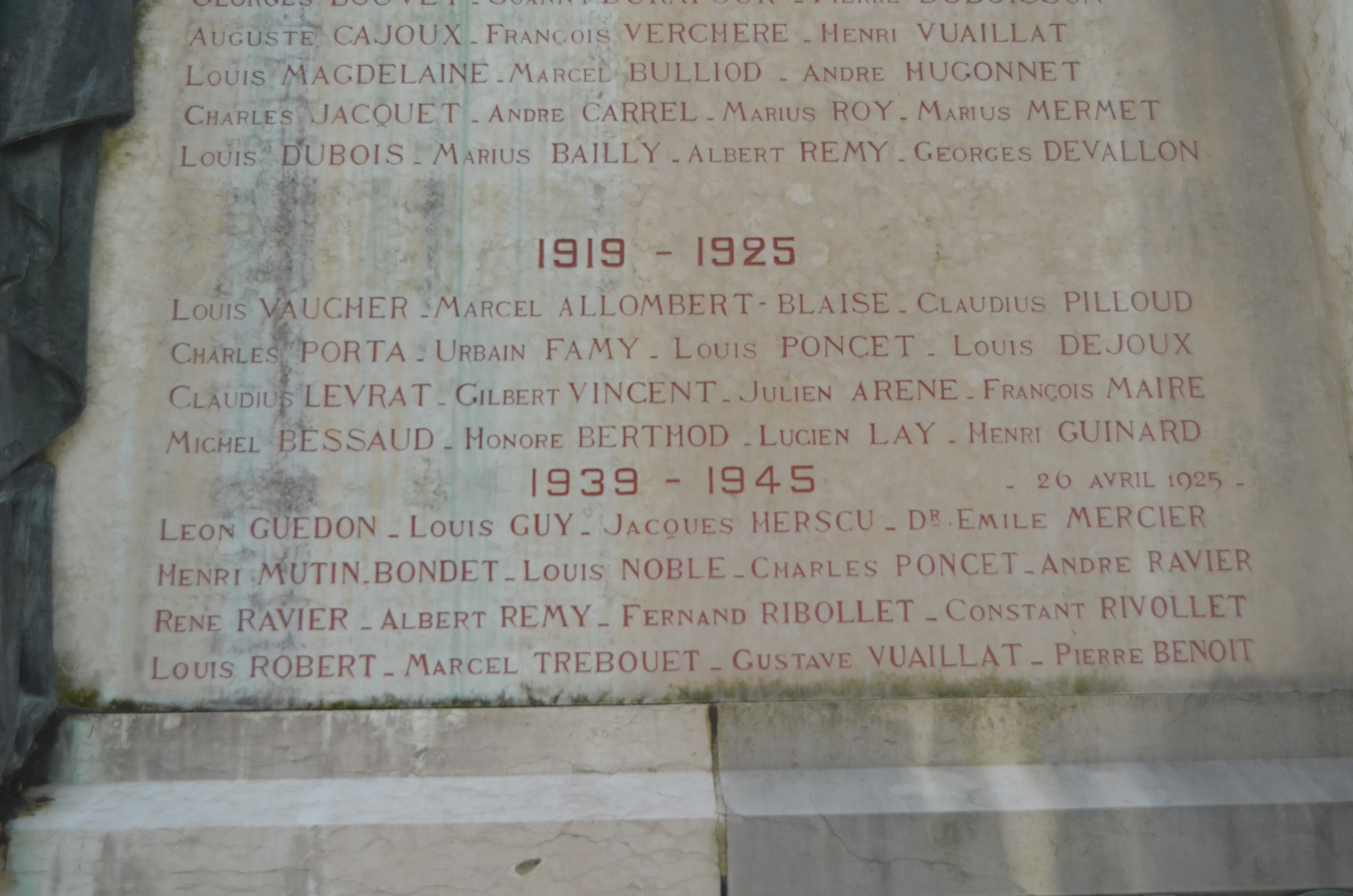
Mention du Docteur Émile Mercier sur le monument aux morts de Nantua.
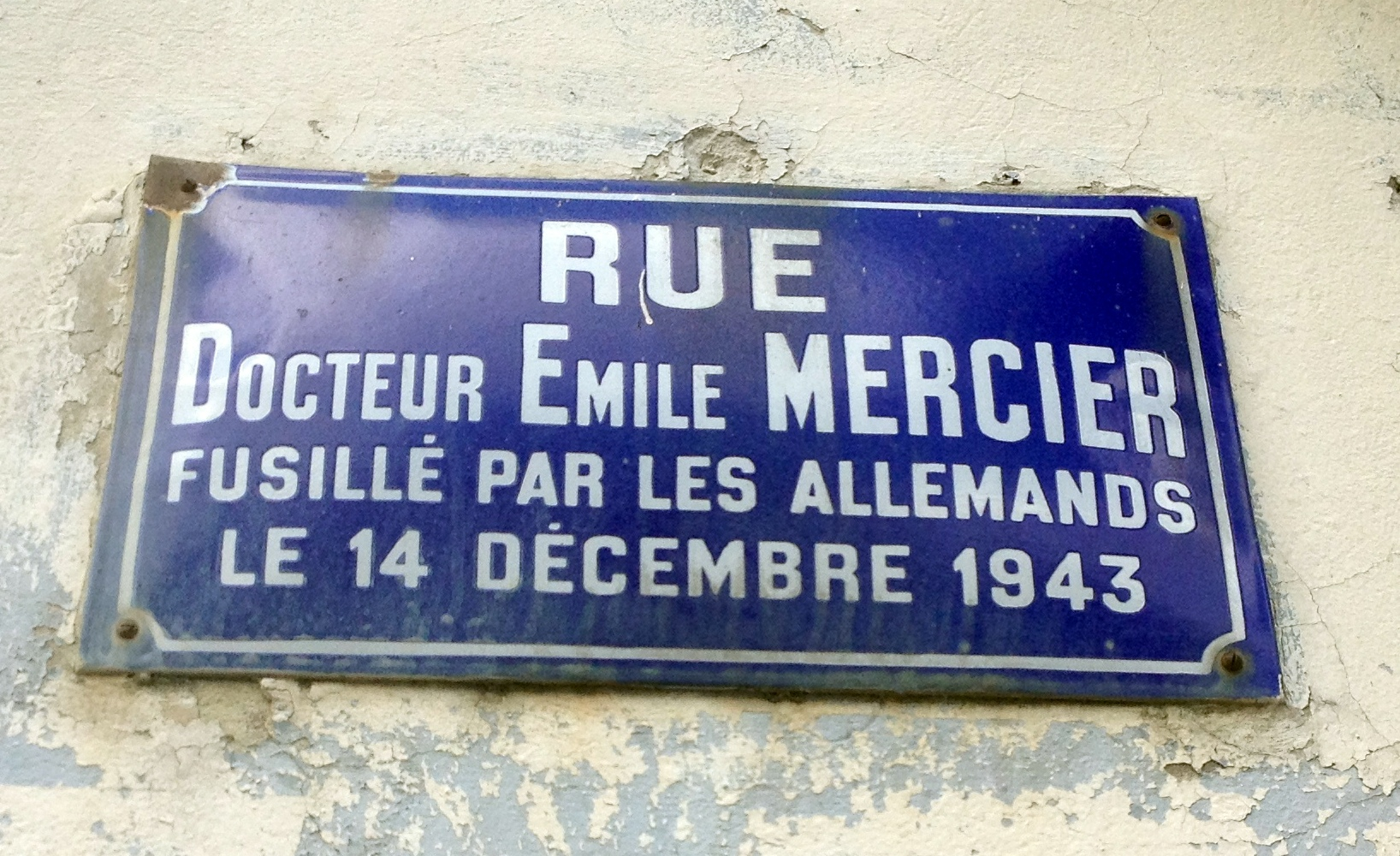
Plaque de la rue du Docteur Émile-Mercier.
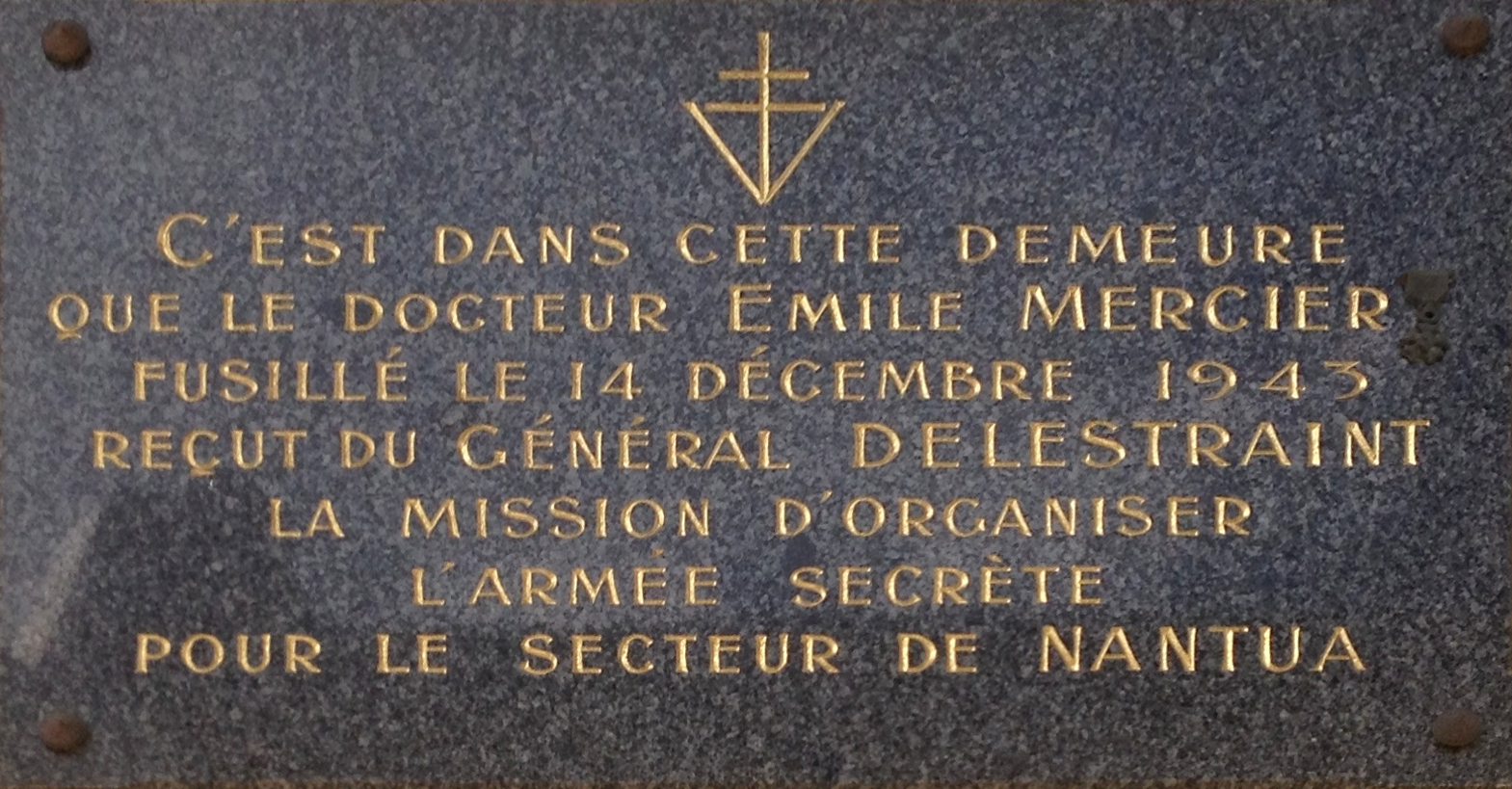
Plaque apposée sur la maison d'Émile Mercier à Nantua.